# Christian Alexander Platou
Christian Alexander Platou (8. prosince 1779, Hillerød – 18. prosince 1827, Nuuk) byl dánský inspektor jižního Grónska.

## Životopis
Christian Alexander Platou vystřídal Marcuse Nissena Myhlenphorta ve funkci inspektora jižního Grónska v roce 1821. Jeho funkční období trvalo do roku 1823, kdy ho vystřídal Arent Christopher Heilmann. Podruhé se však stal inspektorem již v roce 1824 a ve funkci setrval až do roku 1827.
Christian Alexander Platou byl synem Michaela Platoua (1746–1808) a Johanne Ottone Brochové (1756–1825). Oženil se s Bolette Margrethe Raunovou (1782–1833), dcerou Hanse Henrika Rauna (1732–1801) a Ester. Jeho synem byl Hans Hendrik Raun Platou (*1819). Prostřednictvím své dcery Ane Kathrine jsou oba praprapraprarodiči hudebníka a politika Pera Berthelsena (*1950).